# Hubertus Klenner
Hubertus Klenner (* 7. Oktober 1959 in Marsberg) ist ein deutscher Politiker (CDU). Er war von 2004 bis 2014 Bürgermeister der sauerländischen Mittelstadt Marsberg.

## Leben
Er besuchte die Realschule Marsberg. Nach einem Wirtschaftsabitur studierte er an einer Fachhochschule für öffentliche Verwaltung. Hubertus Klenner verpflichtete sich als Zeitsoldat für zwölf Jahre. Der Diplom-Verwaltungswirt (FH) war Beirat im nordrhein-westfälischen Verkehrsministerium in Düsseldorf und Dozent für Verkehrsrecht im Westdeutschen Verkehrssicherheitsinstitut in Wegberg sowie Schöffe am Landgericht Mönchengladbach.

## Bürgermeisteramt
Bürgermeister der Stadt Marsberg wurde er 2004 als parteiloser Kandidat der CDU. Im ersten Wahlgang lag er mit 46,9 Prozent zu 48,2 Prozent noch hinter dem SPD-Amtsinhaber Reinhard Schandelle. In der Stichwahl am 10. Oktober 2004 hatte Klenner 43 Stimmen Vorsprung und gewann die Wahl mit 50,2 zu 49,8 Prozent. Die Bürgermeisterwahl 2009 gewann Klenner, ebenfalls als parteiloser Kandidat der CDU, mit einem Vorsprung von 172 Stimmen mit 50,8 Prozent zu 49,2 Prozent gegen den SPD-Kandidaten Peter Prümper. Hubertus Klenner trat inzwischen in die CDU ein. Zur Bürgermeisterwahl 2014 trat er nicht mehr an. Sein Nachfolger in Marsberg wurde Klaus Hülsenbeck.
Im Rahmen seiner Bürgermeistertätigkeit ist Hubertus Klenner unter anderem Mitglied des Verwaltungsrates, des Bilanzprüfungs- und des Risikoausschusses der Sparkasse Paderborn sowie Vorsitzender des Diemelwasserverbandes Marsberg und Fördervereines des Naturerlebnis-Waldes Meerhof. Er ist erstes Gründungsmitglied des Fördervereines der LWL-Klinik Marsberg und Vorsitzender des Vereines Stadtmarketing und Wirtschaftsförderung Marsberg. Er ist Mitglied des Aufsichtsrates und der Gesellschafterversammlung der WirtschaftsFörderungsGesellschaft Hochsauerlandkreis und des Beirats der Regionalverkehr Ruhr-Lippe GmbH (RLG).